# Plantago arborescens
Plantago arborescens (подорожник деревоподібний) — вид рослин з родини подорожникові (Plantaginaceae), ендемік Мадейри та Канарських островів. Етимологія: лат. arbor — «дерево», escens — прикметниковий суфікс, означає подібність.

## Опис
Низький кущ, 10-60 см заввишки, сильно розгалужений. Листки 2–6 см завдовжки, як правило, щільно розміщені на кінцях гілок, майже голі. Плід — коробочка. Цвітіння: березень — травень.

## Поширення
Ендемік Мадейри (о-ви Мадейра, Порту-Санту, Дезерташ) та Канарських островів (Гран-Канарія, Гомера, Ієро, Ла Пальма, Тенерифе).
Знайдений у відкритих скелястих місцях існування, як правило, без ґрунтів, часто на, або біля підніжжя скель. Він росте переважно на висоті від 400 до 700 м, але спускається до узбережжя на Мадейрі і до гір (до 1500 м над рівнем моря).

## Загрози та охорона
Обгризання кролями та козами — це ймовірна загроза цьому виду, але інформації немає.
У ботанічних садах по всьому світу існує кілька колекцій.

## Галерея

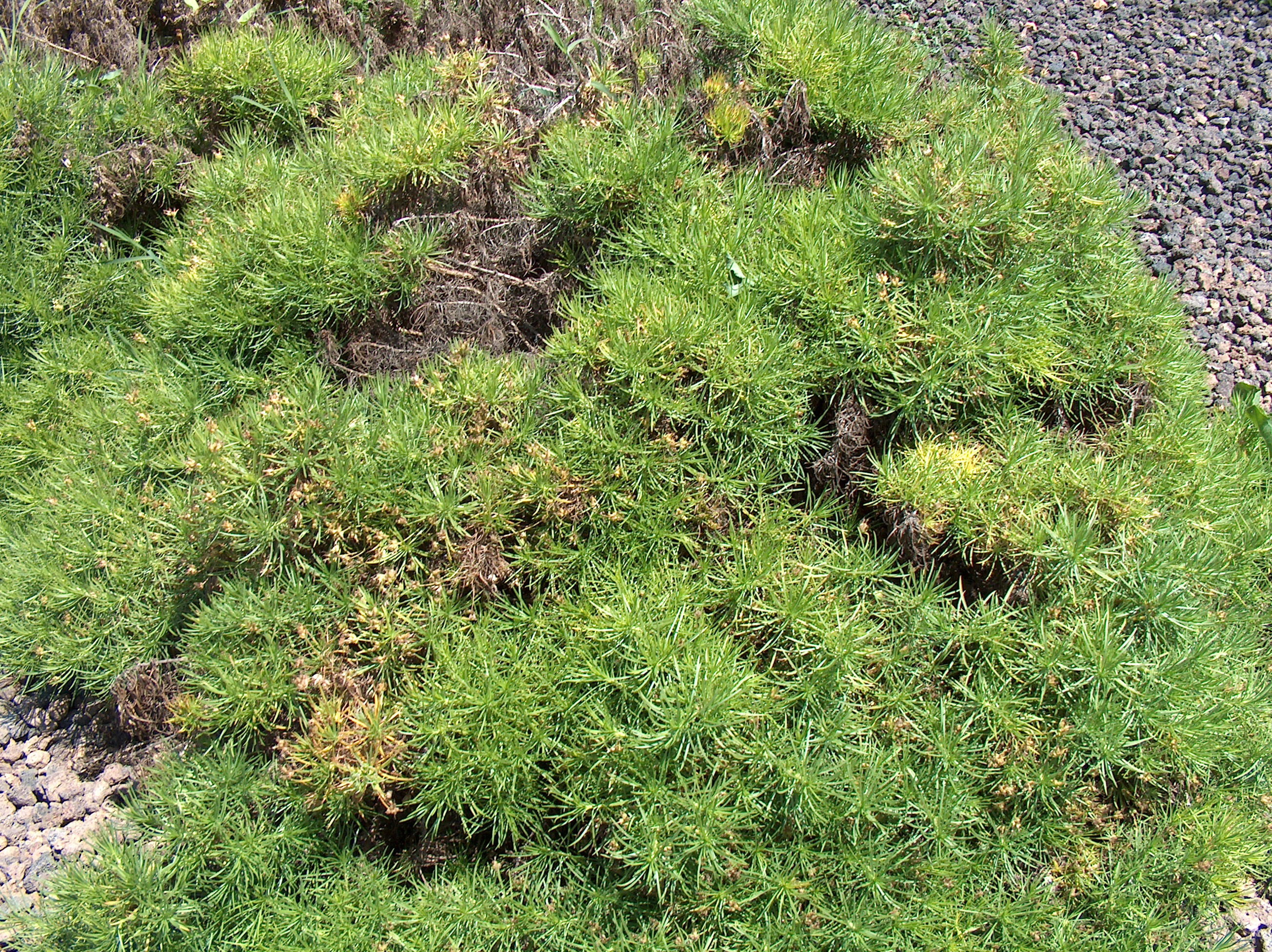
загальний вигляд
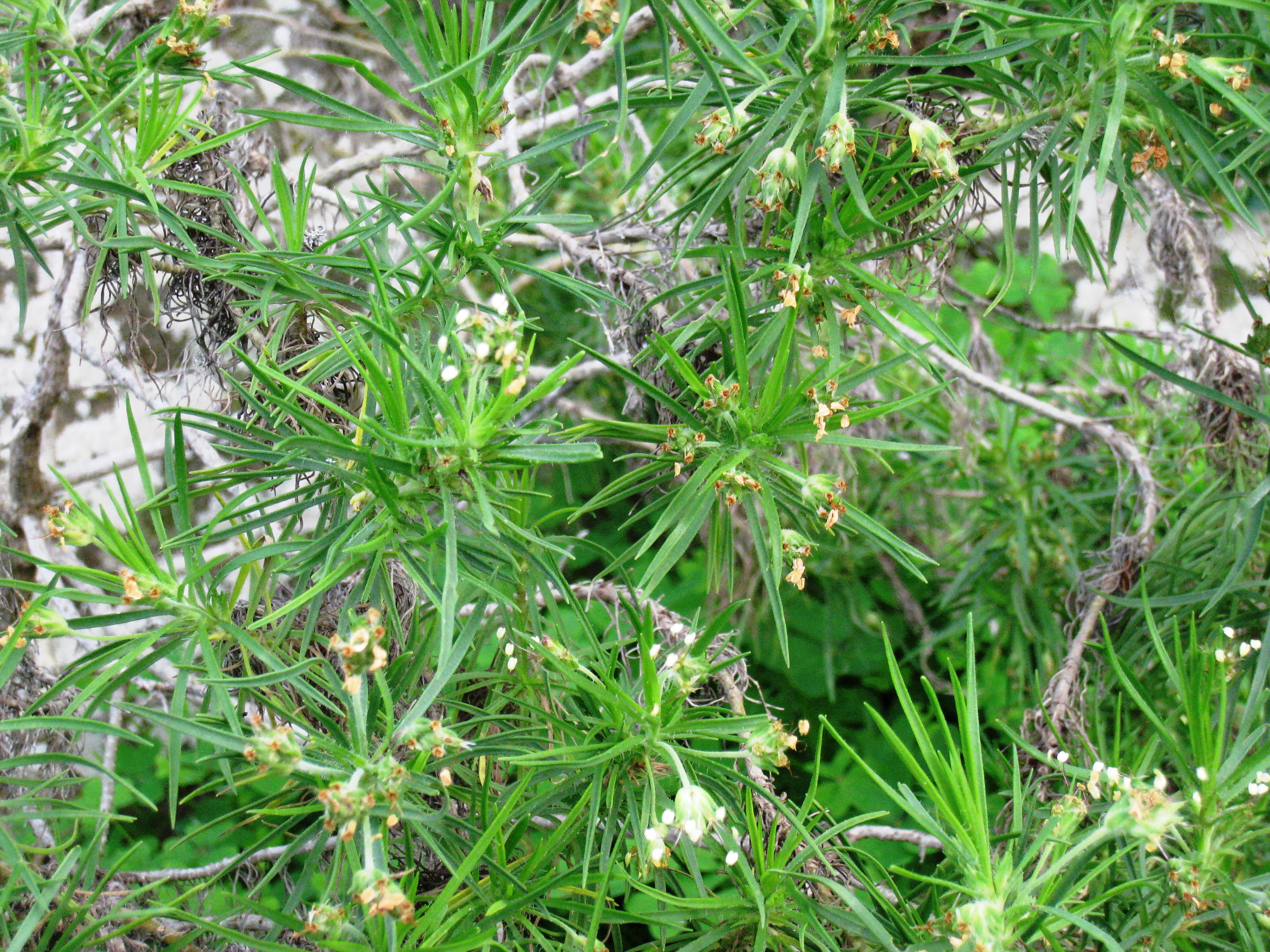
суцвіття